# Eleonora van Toledo

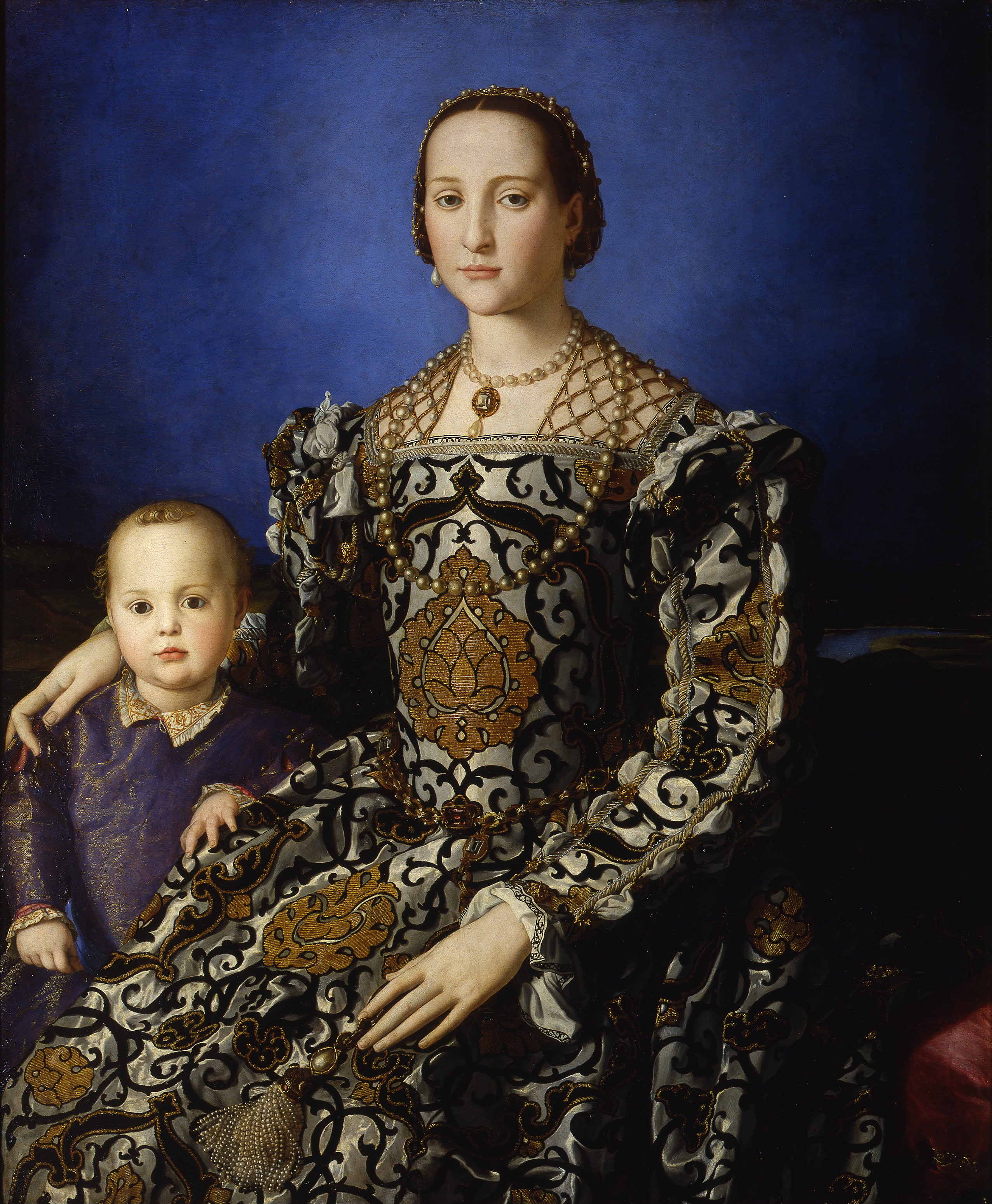
Eleonora van Toledo

Eleonora van Toledo  (Leonora Álvarez de Toledo) (Alba de Tormes, 1522 - Pisa, 17 december 1562) trouwde in 1539 met Cosimo I de' Medici, toen hertog en later groothertog van Toscane. Ze was de dochter van de Spaanse onderkoning van Napels Don Pedro Álvarez de Toledo.
Eleonora is bekend van een paar portretten die de schilder Agnolo Bronzino van haar maakte. Het bekendste portret van haar met haar zoon Giovanni hangt in de Uffizi in Florence. Door haar verkreeg de Medici familie het imposante Pitti paleis. Ze was beschermvrouwe van de nieuwe Jezuïetenorde en haar privékapel in het Palazzo Vecchio (Palazzo della Signoria) was gedecoreerd door Bronzino, die oorspronkelijk naar Florence was gekomen voor het schilderen van decoratie vanwege het huwelijk van Eleonora en Cosimo. 
Vanaf 1549 woonde ze in Palazzo Pitti in Florence.
Eleonora overleed samen met haar zonen Giovanni en Garzia in 1562 aan malaria. Het is ook mogelijk dat zij aan tuberculose leed, zo heeft recent onderzoek uitgewezen. Ze was veertig jaar oud toen ze onderweg naar Pisa aan een ziekte bezweek.
Door het onderzoek in de graftombe in Florence in 2004 is wel komen vast te staan dat de beide zoons aan een ziekte (waarschijnlijk malaria, ze waren in een gebied geweest waar dit heerste) overleden zijn en niet op gewelddadige wijze, zoals de legende wilde. Die vertelde namelijk dat Giovanni (die al op zijn 17e kardinaal werd!) tijdens een jachtpartij ruzie kreeg met zijn jongere broer Garzia en door deze werd gedood. Vader Cosimo zou daarover zo woedend zijn geweest dat hij eigenhandig zijn zoon Garzia doodde met een zwaard. Hun moeder overleed een paar dagen later "aan een gebroken hart" . Dit verhaal is met het onderzoek aan de beenderen opgehelderd: van geweld was geen sprake. 
De kinderen van Cosimo en Eleonora zijn:
- Maria (1540 - 1557)
- Francesco I de' Medici (1541 - 1587), groothertog van Toscane (1574 - 1587), trouwde met Johanna van Oostenrijk
- Isabella (1542 - 1576), vermoord door echtgenoot Paolo Giordano Orsini, hertog van Bracciano, op verdenking van ontrouw.
- Giovanni (1543 - 1562), kardinaal
- Lucrezia (1544 - 1561), trouwde in 1558 met Alfonso II d'Este (1533 - 1597), hertog van Ferrara
- Pedricco de' Medici (1546 - 1547)
- Garzia (1547 - 1562)
- Antonio (1548 - 1548)
- Ferdinando I de' Medici (1549 - 1609), groothertog van Toscane (1587 - 1609), trouwde met Christine van Lotharingen
- Anna (1553 - 1553)
- Pietro (1554 - 1604), trouwde zijn nicht Eleonora (1556 - 1576), dochter van Don García Álvarez de Toledo, markies van Villafranca. Pietro vermoordde zijn vrouw op verdenking van ontrouw.